# الماركسية والإسلام (كتاب)
كتاب الماركسية والإسلام هو كتاب من تأليف الدكتور مصطفى محمود يتحدث فيه عن رؤية للفكرة الماركسية بعين إسلامية لها سابق معرفة وخبرة في الماركسية.. تفنيد جيد للفكرة 
مزج الدكتور مصطفى محمود فيه بين الموضوعية والعاطفية فهو نقد لا يخلو من المعلومة، قد لا يكون الكتاب بالفعل حيادياً. وهذا أمر طبيعى ولكنه يبقى خطوة في معرفة الفكر الشيوعى الماركسى.

## مقتطفات من الكتاب
- “الأخلاق تنمو بتفاعل من الداخل وليس بالإملاء... والتلقين مجرد طلاء من الخارج، وإن لم يجد السطح الملائم لإستقباله فإنه يجف ويسقط من فوقه بعد قليل”
- “أمام الخوف والإرهاب يمكننا أن نتصنع الفضيلة، ولكن لا يمكننا أن نكون فضلاء حقيقة لأن الخوف يسلبنا الكرامة”
- “التغير الأخلاقي أعمق كثيرا من مجرد التلقين، إنه اقتناع داخلي، وارتباط وجداني، واعتناق يحتاج إلى الحرية المحضة”
- “في هذه القدرة على أن يقول «لا» للظلم، و«لا» للباطل يكمن المعنى الوحيد لحريته.”
- “والمسلم المتصوف يفهم القضية فهماً رحباً عميقاً فيقول لك: ما من الله بد. أنت ساجد لله دون ان تدري طوعاً أو كرها. لوعشقت الجمال فأنت ساجد لله، فالله هو الجمال. ولو احببت الحق فهو الحق. ولو احببت العدل فهو العدل. فكل هذه أسماؤه. والعالم كله تجلياته، فأينما توجهت فثم وجهه الله.”
- “إن نجاح فكرة لا يعني دائما صوابها... فقد تنتشر الأفكار الخاطئة لمجرد أنها تلقى ترحيبا من غرائز وأهوائهم
- “الحرية هي روح الموقف الإخلاقي وبدون الحرية لا أخلاق وال إتقان ولا إبداع ولا واجب”
- “العقل وحده ليس دليلا على وجود الله وإنما العقل والقلب معا”
- “لن يكون أكثر تقدمًا من يصل قبل الآخر إلى القمر؛ ولكن من يعمر قلبه محبة أكثر.. ورحمة أكثر”
- “اللطائف تحكم الكثائف”
- “لقد وقع الفكر المادي في تناقض اساسي بين كونه فكراً يطالب بالتضحية والبذل بلا حدود وبين كونه فكرا محروماً من الحافز الديني والروحي”
- “إحساسنا بذواتنا إحساس شاخص مائل في الوجدان على الدوام وأن ذاتنا في حالة حضور ثابت وديمومة وأنها آن واحد مستمر بينما نشعر بالعالم المادى حولنا كنبض زمنى زائل من المتغيرات... ومعنى ذلك أن ذاتنا هي الأصل وهي الجوهر القديم وأن جسمنا وعالمنا المادى هو الأمر المحدث الطارئ.”

## وصلات خارجية
- فيديو حلقات الدكتور مصطفى محمود.
- مدونة الدكتور مصطفى محمود.
- «كان نائماً في سكينة تامة لم يستيقظ منها»: ابنة مصطفى محمود لـ«العربية.نت»: العالم الكبير رحل في هدوء، العربية نت، 31 أكتوبر 2009.
- صفحة مصطفى محمود على موقع أبجد
- صفحة اقتباسات مصطفى محمود على موقع أبجد
- صفحة باسم الدكتور رائعة على الفيس بوك
- الفيلم الوثائقي العالم والايمان على اليوتيوب
- محمود تحميل كتب الدكتور مصطفى محمود كاملة pdf